# Hyalurga osiba
Hyalurga osiba là một loài bướm đêm thuộc phân họ Arctiinae, họ Erebidae.